# 约翰·布里格斯
约翰·布里格斯（英語：John Briggs，1945年—）是一位美国科普作家，专长为整体物理学和意识研究，现为西康涅狄格州立大學英语语言、比较文学和写作系教授，主要作品有《丹炉之火：创造性天才的炼丹术》（Fire in the Crucible: The Alchemy of Creative Genius）以及与F·戴维·皮特合著的《混沌七鉴：来自易学的永恒智慧》（Seven Life Lessons of Chaos: Spiritual Wisdom from the Science of Change）、《湍鉴：浑沌理论与整体性科学导引》（Turbulent Mirror: An Illustrated Guide to Chaos Theory and the Science of Wholeness）等。